# Los extraños sueños de Susan
Los extraños sueños de Susan (título original: When Dreams Come True) es un telefilme estadounidense de suspenso de 1985, dirigido por John Llewellyn Moxey, escrito por William Bleich, musicalizado por Gil Mellé, en la fotografía estuvo Jack L. Richards y los protagonistas son Cindy Williams, David Morse y Jessica Harper, entre otros. Este largometraje fue realizado por Telepictures Productions y se estrenó el 28 de mayo de 1985.

## Sinopsis
La guía de un museo de Dallas tiene sueños que auguran homicidios, el autor de esas muertes es conocido como “El asesino perfecto”. La mujer solicita la ayuda de su pareja, un investigador de la policía.